# Shlomi Binder

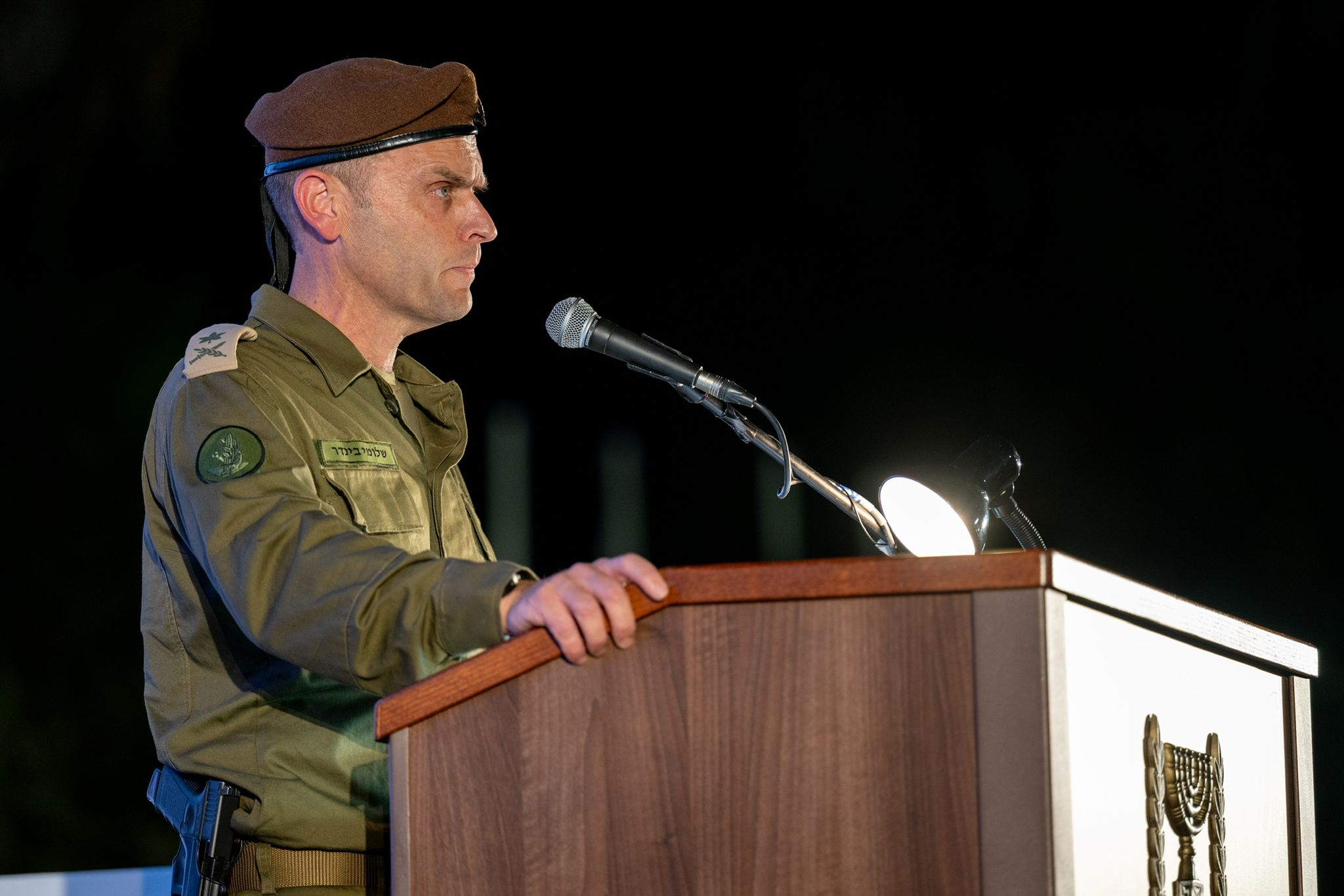
Shlomi Binder (2024)

Shlomi Binder (hebräisch שלומי בינדר; * Februar 1975 in Haifa) ist im Range eines Generalmajors seit 1. September 2024 Leiter des Militärgeheimdienstes Aman der Israelischen Streitkräfte (IDF). Davor war er ab 2022 Leiter der Operationsabteilung der IDF-Operationsdirektion.

## Werdegang
Binder begann seine militärische Laufbahn im November 1993 bei der IDF-Spezialeinheit Sajeret Matkal, wo er bis zum stellvertretenden Kommandeur aufstieg. Danach kommandierte er von 2010 bis 2012 die Kommandoeinheit Egoz, ehe er für drei Jahre das Kommando über Sajeret Matkal übernahm. Von 2016 bis 2018 leitete er die Golani-Brigade des Nordkommandos, ehe er im Range eines Brigadegenerals 2019 für zwei Jahre und acht Monate die 91. Division „Galiläa“ des Nordkommandos führte.
Am 3. Oktober 2022 wurde er zum Leiter der Operationsabteilung der IDF-Operationsdirektion in Tel Aviv-Jaffa ernannt und ersetzte in dieser Funktion Yaron Finkelman. Am 2. Mai 2024 wurde Binder durch Verteidigungsminister Joaw Galant und Generalstabschef Herzi Halewi zum neuen Leiter des Militärgeheimdienstes Aman ernannt, nachdem sein Amtsvorgänger Aharon Haliva aufgrund der gescheiterten Vorhersage bzw. Verhinderung des Terrorangriffs der Hamas auf Israel zurückgetreten war. Er trat sein Amt am 1. September 2024 an und wurde für seine Funktion zum Generalmajor befördert.
Im Juni 2025 bezeichnete Binder den Konflikt mit dem Iran als „existenziellen“ Kampf.

## Sonstiges
Binder ist verheiratet und Vater von drei Kindern. Er lebt in einem Moschav auf den Golanhöhen. Er hat einen Bachelor-Abschluss in Agrarwissenschaften von der Hebräischen Universität Jerusalem und einen Master-Abschluss in Strategie von der National Security University in Washington, D.C.